# Casa de Candia

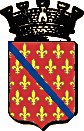
STEMMA CANDIÆ
Brasão de Cândia segundo o Registro Heráldico Saboiardo, Château de Candie, Chambéry-Le-Vieux, França.

Casa de Candia é uma casa dinástica de Saboia Piemonte · .
François de Candie, senhor de Berruyere, tornou-se vidama do Condado de Genebra em meados do século XIV.